# Józan Sándor
Józan Sándor (Tinnye, 1932. augusztus 4. – 1985. május 13.) magyar állambiztonsági tiszt, diplomata. 1967 és 1968 között ideiglenes magyar ügyvivő volt az Egyesült Államokban, miután elődje, Radványi János menedékjogot kért az amerikai kormánytól.

## Tanulmányai
Az általános iskola elvégzése után 1952-ben elvégezte a közgazdasági technikumot, majd a Lenin Intézet következett 1956-ban. Ugyanebben az évben a Szovjetunióban 7 hónapos speciális iskolát végzett. Ezt követően a BM idegen nyelvi főiskolájára járt 1961-ig. A Rendőrtiszti Főiskola állambiztonsági szakja következett, melyet 1981-ben végzett el.

## Szakmai életútja
Pályáját az Államvédelmi Hatóság belső karhatalom munkatársaként kezdte Szegeden, mint rajparancsnok, 1951-1953 között. Ugyanitt a BM belső karhatalmi ezred függetlenített alapszervezeti titkára volt 1953-tól 1954-ig. 1954-1955 között a Laboratóriumi Felszerelések Gyárában lett segédmunkás, majd diszpécser, részlegvezető. 1955-1956 között a BM II/3 alosztályon tevékenykedett operatív beosztottként; 1956 májusától novemberéig az Állambiztonsági Operatív Iskola hallgatója, majd 1956 novemberétől 1957 márciusig újból operatív beosztott volt. 1957-1958-ig a BM II/3 osztály személyzeti előadója. 1960-1962 között a BM II/3-A alosztály operatív beosztott. 1961-1976 között a Külügyminisztérium munkatársa (fedőmunkahely). 1962-1968 között operatív beosztott a BM III/1 csoportfőnökség operatív beosztott. 1962-1965 között külszolgálatban megbízott vezető, majd vezető. Ezalatt Washingtonban fő operatív beosztott, rezidens helyettes, majd rezidens. 1967-1968 között a Magyar Népköztársaság washingtoni nagykövetségének ideiglenes ügyvivője. 1968-1976 között a BM III/1-1 alosztály fő operatív beosztott, majd alosztályvezető. 1976-1982 között a BM III/7 osztály alosztály vezetője, majd osztályvezetője. 1982-től haláláig a BM III/1-1 osztály osztályvezetője volt.

## Rendfokozatai
- hadnagy (1955-1958)
- főhadnagy (1958-1962)
- rendőr százados (1962-1967)
- rendőr őrnagy (1967-1974)
- rendőr alezredes (1974-haláláig)